# Río Añales
El río Añales o Cuevas es un curso de agua del interior de la península ibérica, afluente del Cacín. Discurre por la provincia española de Granada.

## Descripción
Discurre por la provincia de Granada, por los alrededores de Arenas del Rey y Fornes. Nace en los alrededores del puerto de Cómpeta. Hoy día, el río, que puede recibir los nombres Añales o Cuevas, termina desembocando en el embalse de los Bermejales, en el río Cacín. Aparece descrito en el segundo volumen del Diccionario geográfico-estadístico-histórico de España y sus posesiones de Ultramar de Pascual Madoz de la siguiente manera:

AÑALES: r.: nace en el puerto de Competa, que está en la sierra de Jatar, térm. y á dist. de 5/4 leg. de la v. de Arenas del Rey, en la prov. de Granada, part. jud. de Alhama; riega las vegas de Arenas y Fornes, mueve 3 molinos harineros, y como á legua y media de su nacimiento en el sitio llamado la Torrecilla se reune al r. Armas (V.).
(Madoz, 1845, p. 350)

Existe una reserva natural subterránea del nacimiento del río Añales y río Cebollón. El río pertenece a la cuenca hidrográfica del Guadalquivir y sus aguas acaban vertidas en el océano Atlántico. 